# Salix dodgeana
Salix dodgeana là một loài thực vật có hoa trong họ Liễu. Loài này được Rydb. miêu tả khoa học đầu tiên năm 1899.